# كرزيستوف غرابوسكي
كرزيستوف غرابوسكي (بالبولندية: Krzysztof Grabowski)‏ هو موسيقي ومغني وملحن وعازف قيثارة بولندي، ولد في 1965 في بوزنان في بولندا.

## وصلات خارجية
- كرزيستوف غرابوسكي على موقع ميوزك برينز (الإنجليزية)